# Робін Кох
Робін Кох (нім. Robin Koch; нар. 17 липня 1996, Кайзерслаутерн) — німецький футболіст, центральний захисник клубу «Айнтрахт» та збірної Німеччини.

## Клубна кар'єра
Народився 17 липня 1996 року в місті Кайзерслаутерн. У віці п'яти років почав займатися в академії «Кайзерслаутерна». Пізніше сім'я Робіна переїхала в містечко Дербах, де він навчався у місцевій однойменній команді. У 2009 році перебрався в «Айнтрахт» з Тріра, у складі якого і дебютував на дорослому рівні у сезоні 2014/15, взявши участь у 23 матчах Регіоналліги, четвертого за рівнем дивізіону країни.
У липні 2015 року повернувся в «Кайзерслаутерн», де спочатку грав за другу команду в Регіоналлізі «Південний захід», а 2 жовтня 2016 року дебютував у Другій Бундеслізі за основну команду.
У серпні 2017 року за 3,5 млн. євро перейшов до «Фрайбурга». Вперше у його складі вийшов на поле 22 жовтня 2017 року в 9 турі Бундесліги, замінивши на 85-й хвилині Філіпа Лінгарта. Станом на 21 червня 2019 року відіграв за фрайбурзький клуб 50 матчів в національному чемпіонаті.

## Виступи за збірну
З 2018 року залучався до матчів молодіжної збірної Німеччини, у її складі поїхав на молодіжний чемпіонат Європи 2019 року в Італії.
| Дата       | Місто         | Господарі | Результат | Гості     | Турнір                               | Голи | Примітки |
| ---------- | ------------- | --------- | --------- | --------- | ------------------------------------ | ---- | -------- |
| 09-10-2019 | Дортмунд      | Німеччина | 2 – 2     | Аргентина | товариський матч                     | -    |          |
| 16-11-2019 | Менхенгладбах | Німеччина | 4 – 0     | Білорусь  | Відбір до ЧЄ 2020                    | -    | 75'      |
| 03-09-2020 | Штутгарт      | Німеччина | 1 – 1     | Іспанія   | Ліга націй УЄФА 2020—2021 - 1-й етап | -    | 90+1'    |
| 07-10-2020 | Кельн         | Німеччина | 3 – 3     | Туреччина | товариський матч                     | -    |          |
| 11-11-2020 | Лейпциг       | Німеччина | 1 – 0     | Чехія     | товариський матч                     | -    |          |
| 14-11-2020 | Лейпциг       | Німеччина | 3 – 1     | Україна   | Ліга націй УЄФА 2020—2021 - 1-й етап | -    |          |
| 17-11-2020 | Севілья       | Іспанія   | 6 – 0     | Німеччина | Ліга націй УЄФА 2020—2021 - 1-й етап | -    | 37'      |
| 02-06-2021 | Інсбрук       | Німеччина | 1 – 1     | Данія     | товариський матч                     | -    | 59'      |
| Усього     |               | Матчів    | 8         |           | Голів                                | 0    |          |

## Сім'я
Батько Робіна, Гаррі Кох, теж був футболістом, свого часу грав за «Кайзерслаутерн» у складі якого вигравав чемпіонат і Кубок Німеччини. Після завершення кар'єри футболіста тренував основну команду «Дорбаха».